# Lijst van Fender-producten
Dit is een lijst van producten gemaakt door Fender.
Veel buizenversterkers en elektrische gitaren zijn reeds uit productie en zijn door hun hoge historisch-nostalgische waarde prijzig op de tweedehandsmarkt.

## Muziekinstrumenten

### Elektrische gitaren
- Fender Broadcaster
- Fender Jaguar
- Fender Jazzmaster
- Fender LTD
- Fender Mustang
- Fender Prodigy
- Fender Stratocaster
- Stratocaster XII
- Fender Showmaster
- Fender Telecaster
- Fender Telecaster Blacktop
- Fender Telecaster Custom
- Fender Telecaster Deluxe
- Fender Telecaster Thinline
- Fender Telesonic
- Fender VG Strat

#### Signature Model-gitaren
- Buddy Guy Polka Dot Stratocaster
- J Mascis Purple Jazzmaster
- Eric Clapton Stratocaster
- Eric Johnson Stratocaster
- Jeff Beck Stratocaster
- Jimmie Vaughan Tex-Mex Stratocaster
- John Mayer Stratocaster
- Mark Knopfler Stratocaster
- Ritchie Blackmore Stratocaster
- Robert Cray Standard Stratocaster
- Stevie Ray Vaughan Signature Stratocaster
- Tom DeLonge Stratocaster
- Yngwie Malmsteen Stratocaster
- Andy Summers Telecaster
- John Lowery Signature Telecaster
- Jim Root Telecaster
- David Gilmour "The Black Strat"

#### Elektrische gitaren uit productie
- Fender Bronco
- Fender Bullet
- Fender California Series
- Fender Contemporary Stratocaster Japan
- Fender Coronado
- Fender Custom
- Fender Cyclone
- Fender Duo-Sonic
- Fender Electric XII
- Fender HM Strat USA/Japan
- Fender Lead Series
- Fender Jag-Stang - mede-ontworpen door Kurt Cobain
- Fender Katana
- Fender Musicmaster
- Fender Performer
- Fender Stagemaster
- Fender Starcaster
- Fender Swinger
- Fender Telecaster Elite
- Fender Toronado

### Akoestische gitaren
- Fender Avalon
- Fender King, later Kingman
- Fender Wildwood
- Fender Folk
- Fender Shenandoah
- Fender Malibu
- Fender Villager
- Fender Palomino
- Fender Newporter
- Fender Redondo
- Fender Kingman S
- Fender Kingman SCE
- Fender Malibu S
- Fender Malibu SCE
- Fender Sonoran S
- Fender Sonoran SCE
- Fender Ensanada Series
- Fender Squier MA-1
- Fender Gemini I (Classical)
- Fender Gemini II
- Fender Gemini III
- Fender Gemini IV

### Elektrische basgitaren
- Fender Aerodyne Jazz Bass
- Fender Bullet Bass
- Fender Dimension Bass
- Fender Jaguar Bass
- Fender Jazz Bass
- Fender Mustang Bass
- Fender Precision Bass

#### Basgitaren uit productie
- Fender Bass V
- Fender Musicmaster Bass
- Fender Performer Bass
- Fender Precision Lyte & Lyte Deluxe (Japan)
- Fender Telecaster Bass
- Fender VI
- Fender Zone Bass

#### Artiestmodellen (basgitaar)
- Fender Duff McKagan Precision Bass
- Fender Frank Bello Signature Bass
- Fender Geddy Lee Jazz Bass
- Fender Jaco Pastorius Jazz Bass Fretless
- Fender Marcus Miller Jazz Bass
- Fender Marcus Miller Jazz Bass V (5-String)
- Fender Mark Hoppus Jazz Bass
- Fender Mike Dirnt Precision Bass
- Fender Pino Palladino Signature Precision Bass
- Fender Reggie Hamilton Jazz Bass
- Fender Reggie Hamilton Jazz Bass V (5-String)
- Fender Reggie Hamilton Standard Jazz Bass
- Fender Roscoe Beck IV Bass
- Fender Sting Precision Bass
- Fender Stu Hamm Urge II Bass
- Fender Tony Franklin Precision Bass Fretless
- Fender Victor Bailey Jazz Bass
- Fender Victor Bailey Jazz Bass Fretless
- Fender Victor Bailey Jazz Bass V (5-String)

#### Custom Shop Model-basgitaren (exclusieve artiestmodellen)
- Fender Custom Classic Jazz Bass
- Fender Custom Classic Jazz Bass V (5-String)
- Fender Zero Fret Vintage Jazz Bass LTD
- Fender '55 Precision Bass Relic
- Fender '55 Precision Bass NOS
- Fender '55 Precision Bass Closet Classic
- Fender '59 Precision Bass Relic
- Fender '59 Precision Bass NOS
- Fender '59 Precision Bass Closet Classic
- Fender '64 Jazz Bass Relic
- Fender '64 Jazz Bass NOS
- Fender '64 Jazz Bass Closet Classic
- Fender 1966 Jazz Bass Closet Classic LTD
- Fender 1970 Jazz Bass Closet Classic LTD
- Fender LTD Release Bass VI NOS
- Fender Jaco Pastorius Tribute Jazz Bass Fretless

### Steels
- Fender Champion Lap Steel
- Fender Stringmaster
- Fender White Steel

### Andere instrumenten
- Piano bass
- Fender Rhodes
- Elektrische viool
- FM-62SE 8-String Mandoline 3 Tone Sunburst, elektrische Mandoline

## Versterkers

### Buizenversterkers
- Bandmaster
- Bandmaster Reverb
- Bassman
- Super Bassman
- Bassman 10
- Bassman 20
- Bassman 50
- Bassman 70
- Bassman 100
- Bassman 135
- Bantam Bass
- Blues Deluxe
- Blues DeVille
- Blues Junior
- Bronco
- Champ
- Super Champ
- Champion 600
- Champion 800
- Vibro Champ
- Champ 12
- Champ 25
- Concert
- Cyber Twin
- Deluxe
- Model 26
- Deluxe Reverb
- 400 PS Bass
- Harvard
- Hot Rod Deluxe
- Hot Rod DeVille
- Musicmaster Bass Amp
- Princeton
- Princeton Reverb
- Professional
- Pro
- Pro Reverb
- Prosonic
- Quad Reverb
- RGP-1
- RPW-1
- Showman
- Dual Showman
- Dual Showman Reverb
- Studio Bass
- Super Six Reverb
- Super
- Super Reverb
- Super 60
- Super 112
- Super 210
- Super Twin
- Super Twin Reverb
- Supersonic
- 300 PS
- Tremolux
- Twin
- Twin Reverb
- Vibrasonic
- Vibrosonic Reverb
- Vibrolux
- Vibrolux Reverb
- Vibroverb
- White

#### Tweed-serie
- Blues Deluxe
- Blues DeVille
- Blues Junior
- Pro Junior

#### Custom Shop-versterkers
- Dual Professional
- Prosonic
- Rumble Bass
- Tonemaster
- Vibro-King

### Solidstateversterkers

#### Eerste Serie Solid State
- Bassman
- Deluxe Reverb
- Dual Showman
- Pro Reverb
- Fender Super Showman
- Super Reverb
- Twin Reverb
- Vibrolux Reverb

#### Zodiac-serie
- Capricorn
- Libra
- Scorpio
- Taurus

#### Tweede serie Solid State
- Bassman Compact
- Bassman 120
- Harvard
- Harvard Reverb
- London Reverb
- Montreux
- Showman
- Sidekick Bass 30
- Sidekick Bass 50
- Sidekick 10
- Sidekick 20
- Sidekick 30
- Stage 100
- Stage Lead
- Studio Lead
- Yale Reverb

#### Derde serie Solid State
- B-DEC
- Bassman
- Bronco
- Bullet
- Bullet Reverb
- Champ
- Champion 110
- Deluxe 85
- Deluxe 112
- Frontman II
- G-DEC
- H.O.T.
- J.A.M.
- Keyboard 60
- London 185
- M-80
- MetalHead
- Power Chorus
- Princeton Chorus
- Princeton 112
- R.A.D.
- Stage 112SE
- Squier 15
- Ultra Chorus

### Speakerkabinetten
- Fender Vibratone

## Effecten
- Fender Blender
- Electronic Echo Chamber
- Echo-Reverb
- Reverb Unit
- Soundette
- TR 105
- Volume Pedal
- Fender Competition Drive
- Fender Competition Chorus
- Fender Competition Distort
- Fender Competition Delay